# Marsdenia naiguatensis
Marsdenia naiguatensis är en oleanderväxtart som beskrevs av Morillo. Marsdenia naiguatensis ingår i släktet Marsdenia och familjen oleanderväxter. Inga underarter finns listade i Catalogue of Life.